# Corycium carnosum
Corycium carnosum là một loài thực vật có hoa trong họ Lan. Loài này được (Lindl.) Rolfe mô tả khoa học đầu tiên năm 1913.